# Rondotia lurida
Rondotia lurida är en fjärilsart som beskrevs av Johann Heinrich Fixsen. Rondotia lurida ingår i släktet Rondotia och familjen silkesspinnare. Inga underarter finns listade.